# Chuchelna
Obec Chuchelna (německy Kuchelna) se nachází v okrese Semily, kraj Liberecký, západně od Semil. Obcí protéká Chuchelský potok. Žije zde přibližně 1 000 obyvatel.

## Historie
První písemná zmínka o obci pochází z roku 1410.

## Pamětihodnosti
- Sousoší Kalvárie
- Pomník padlým v první a druhé světové válce
- Sokolovna čp. 243
- Venkovská usedlost čp. 18 (znehodnoceno přestavbou, cenná lomenice zanikla, památková ochrana zrušena)
- Chalupa čp. 65 zvaná U Sůvů
- Přírodní rezervace Údolí Jizery u Semil a Bítouchova – kaňonovité údolí řeky Jizery, vyhlídka Krkavčí skála
- Na území obce (v katastrálním území Lhota Komárov) se nachází vrchol hory Kozákov.
- Nečinný lom v pliocenním bazanitu s ukázkami sloupcovité odlučnosti této magmatické horniny, dno lomu zarůstá mokřadními společenstvy rostlin s převahou orobince a křovinami; lokalita se označuje podle blízké osady Slap u Semil (severně od Chuchelny)[4]
- Skupina nečinných lomů (mj. Machův lom) v téže hornině s výborně vyvinutou sloupcovou odlučností bazanitu a stopami působení lávového proudu v podobě hyaloklastitu (hyaloklastického pískovce) a xenolitů (východně a jihovýchodně od Chuchelny, na Klimberku a v lese Na Veverce - již v semilském katastru)[5]

## Části obce, osady a samoty
Území obce je složeno ze dvou katastrálních území:
- Chuchelna (zahrnuje osady Chuchelna, Rokliště, Slap a Vrchy)
- Lhota Komárov (zahrnuje osady Bačov, Komárov a Lhota)

Obec má tři místní části:
- Chuchelna
- Komárov
- Lhota

K Chuchelně patří následující osady a samoty:
- V Dolině
- Slap
- Samota
- Blatiště
- Na Plese
- Vrchy (pod Kozákovem)
- Rokliště
- Na Křibech
- Palučiny (mají též semilskou část)

Ke Lhotě následující osady a samoty:
- Bačov
- Na Vartě

## Galerie

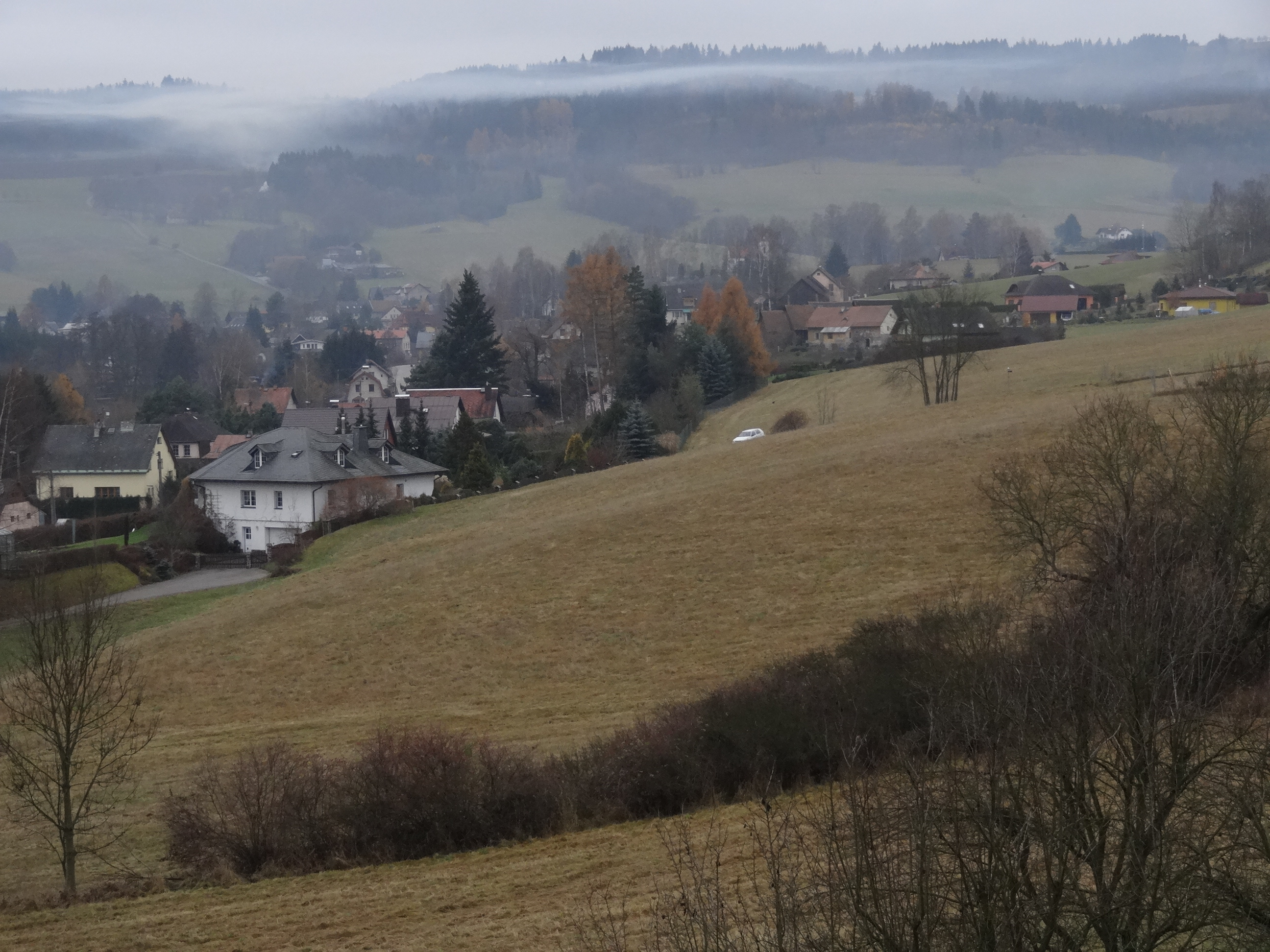
celkový pohled od severu
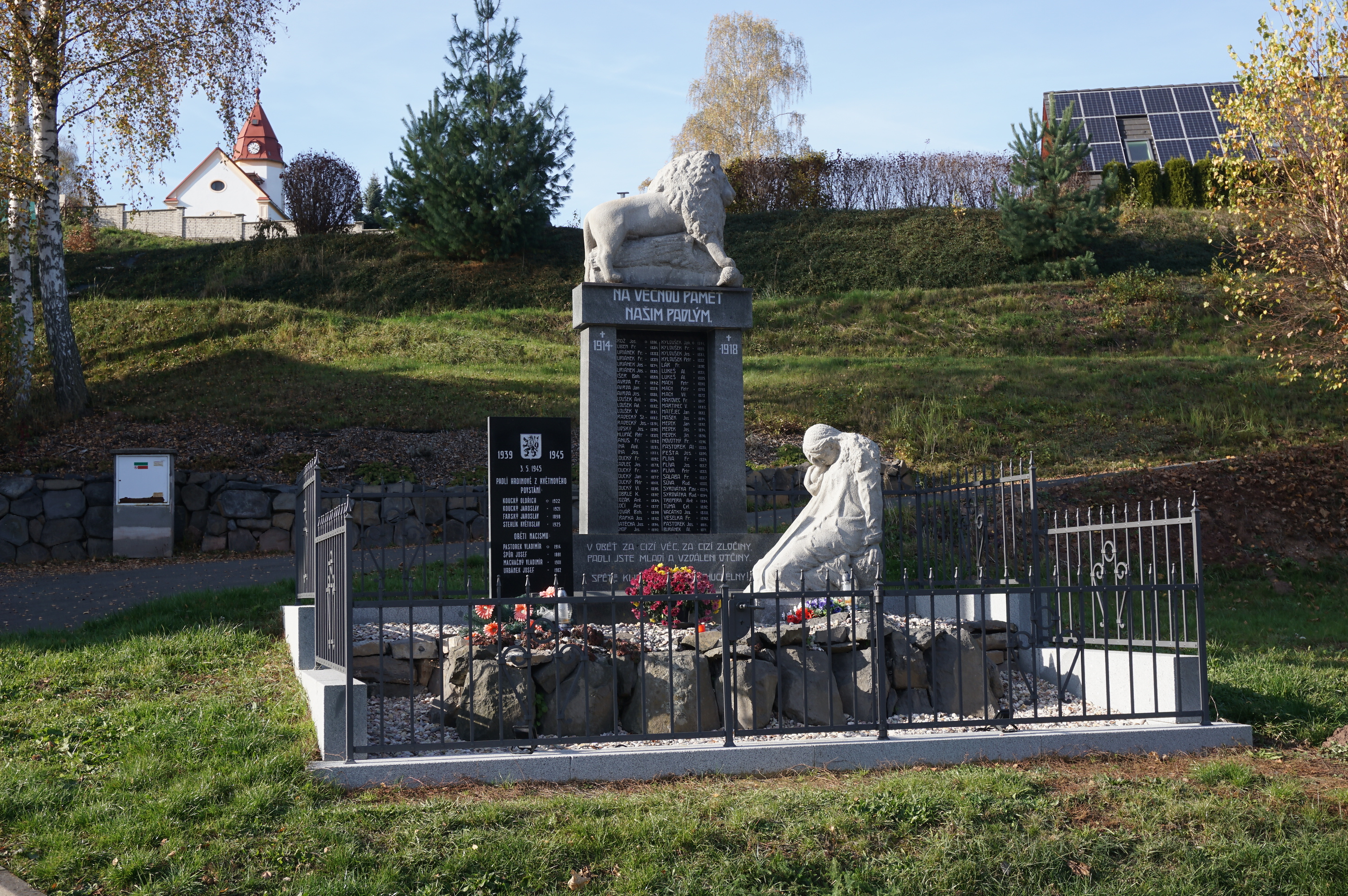
pomník padlým
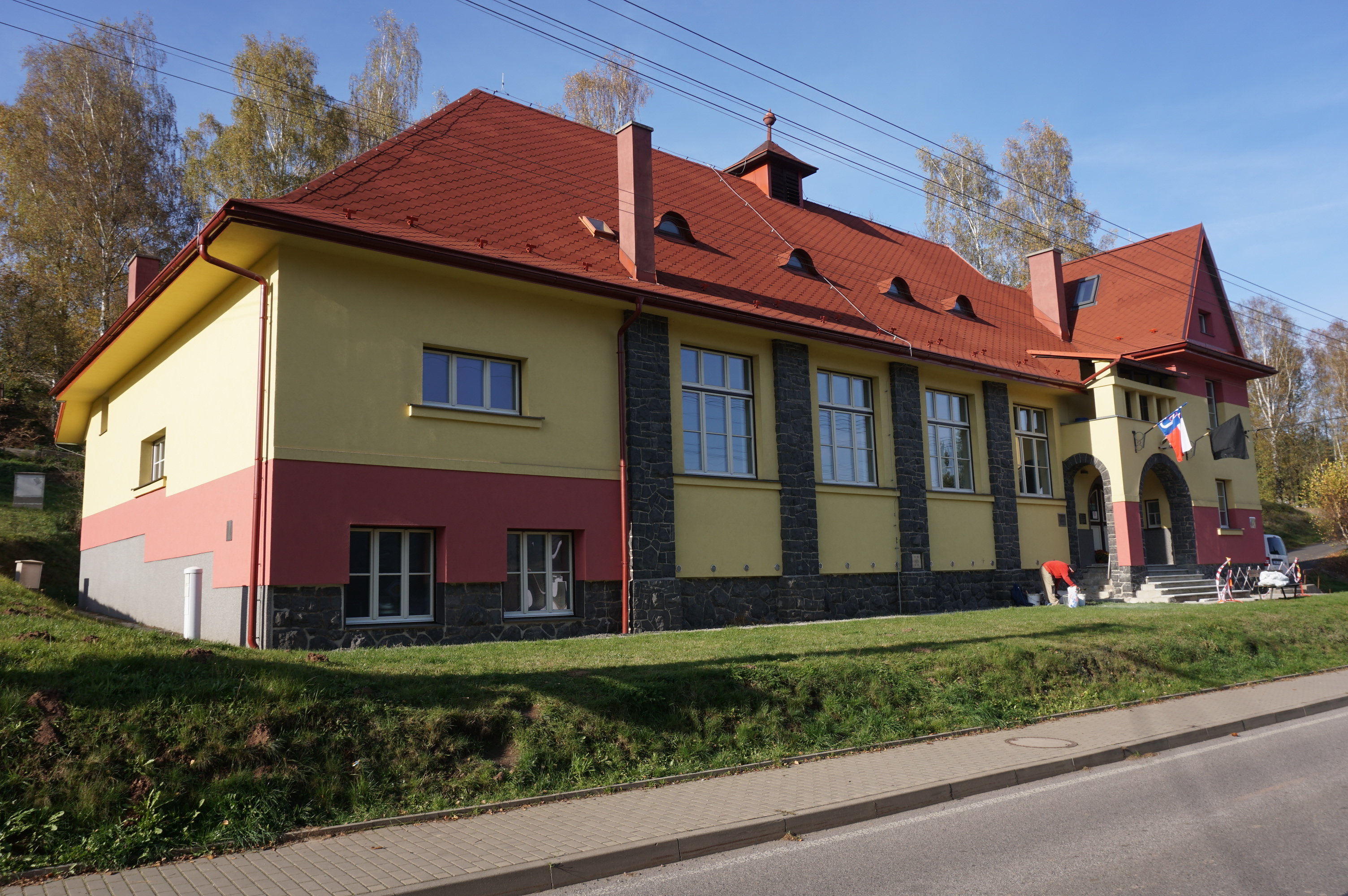
sokolovna
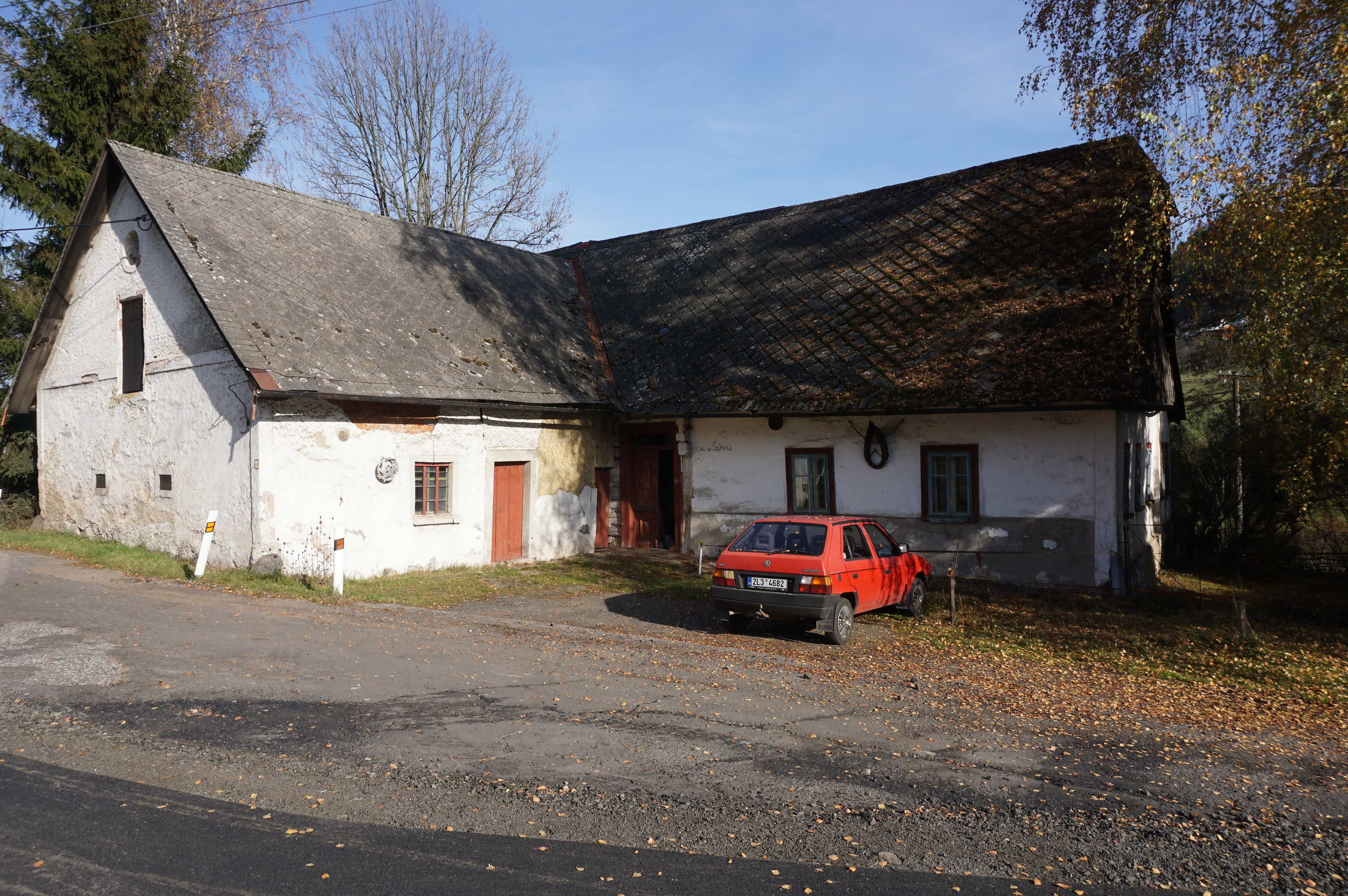
chalupa U Sůvů
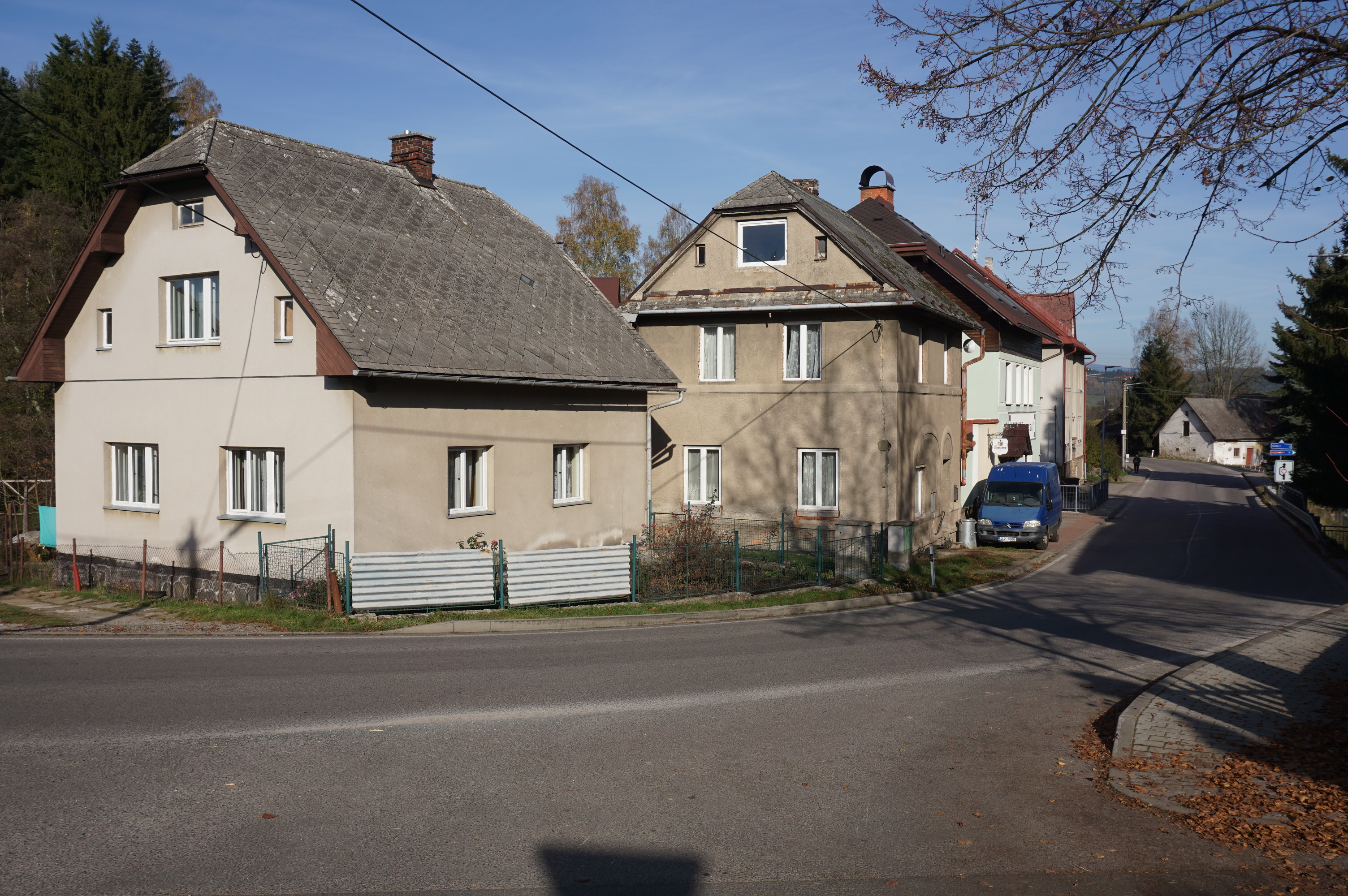
domy čp. 245, 207 a 67
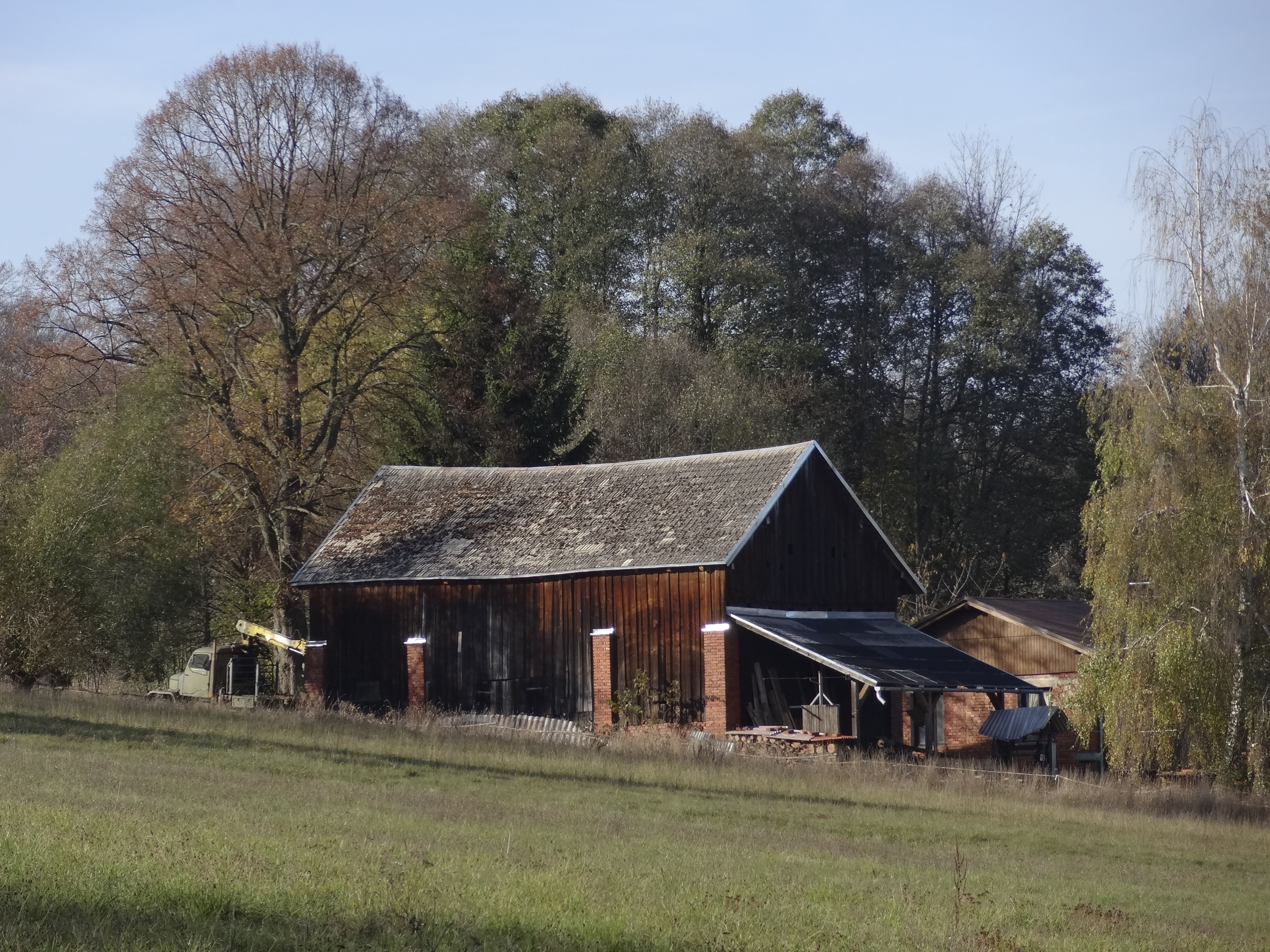
areál stavení čp. 18
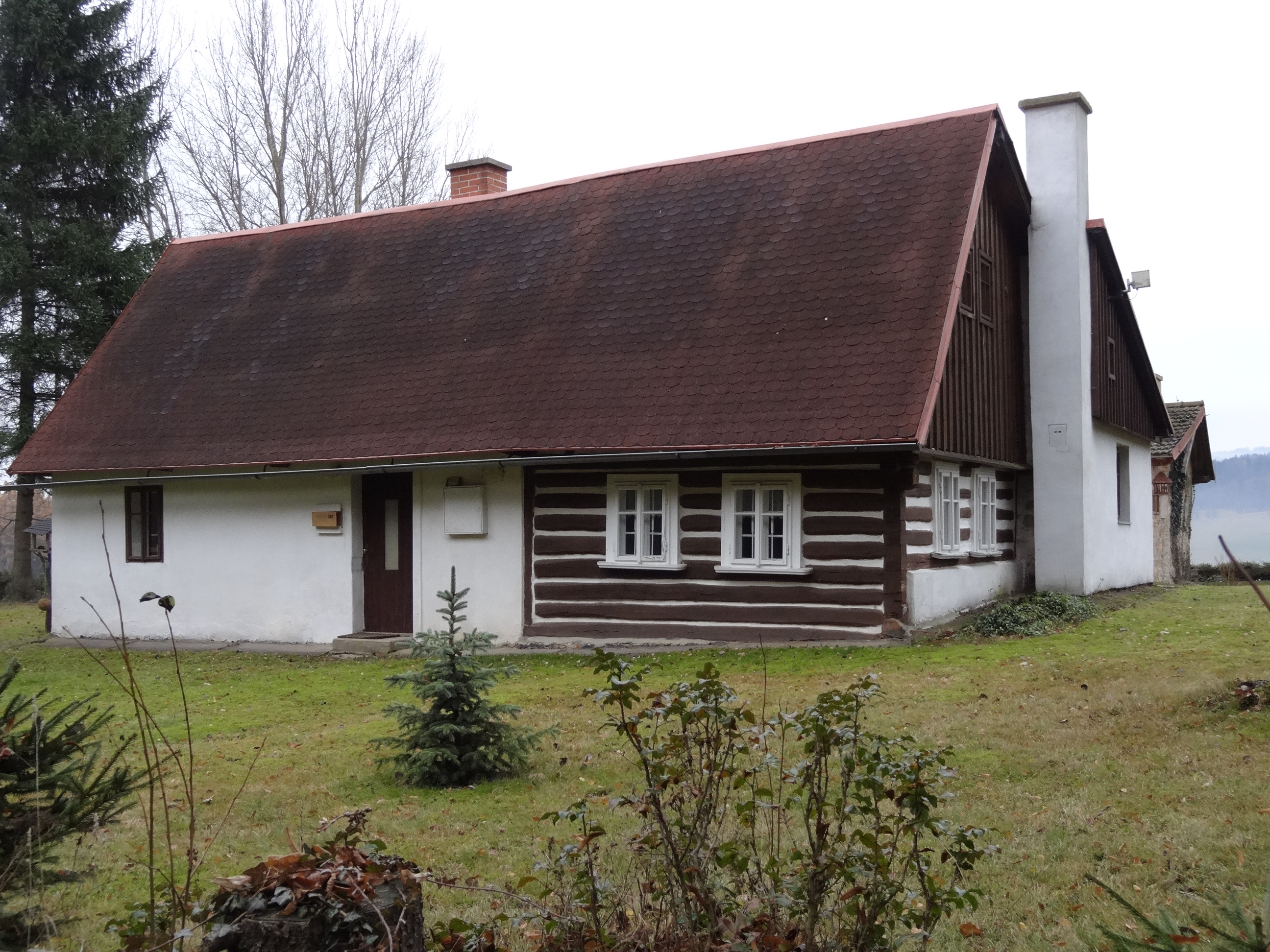
chalupa čp. 201 v osadě Na Kamínce